# Power Book II: Ghost
Power Book II: Ghost è una serie televisiva statunitense di genere gangster distribuita da Starz a partire dal 6 settembre 2020. La serie, che trae ispirazione dalla precedente serie Power ideata sempre da Courtney A. Kemp, vede tra gli attori protagonisti Michael Rainey Jr., Gianni Paolo, Mary J. Blige, Keesha Sharp, Method Man, Naturi Naughton e Daniel Sunjata.

## Episodi
In Italia, la serie è stata distribuita su Starz. La serie è stata rinnovata per una quarta stagione.
| Stagione         | Episodi | Prima TV originale | Prima TV Italia |
| ---------------- | ------- | ------------------ | --------------- |
| Prima stagione   | 10      | 2020-2021          | 2021            |
| Seconda stagione | 10      | 2021-2022          | 2022            |
| Terza stagione   | 10      | 2023               | 2023            |
| Quarta stagione  | 10      | 2024               | 2024            |

## Riconoscimenti
- NAACP Image Award
  - 2021 - Miglior serie drammatica[5]
  - 2021 - Miglior attrice non protagonista in una serie drammatica a Mary J. Blige[5]
  - 2021 - Miglior attore non protagonista in una serie drammatica per Method Man[5]
  - 2022 - Miglior attrice non protagonista in una serie drammatica a Mary J. Blige[6]
  - 2022 - Miglior attore non protagonista in una serie drammatica per Method Man[6]